# Carlton Davis
Carlton Davis III (Miami, Florida, 31 de diciembre de 1996), más conocido como Carlton Davis, es un jugador profesional estadounidense de fútbol americano que se desempeña en la posición de cornerback en New England Patriots, equipo de la National Football League (NFL).

## Carrera
Fue seleccionado en la segunda ronda en la Reunión Anual de Selección de Jugadores de la NFL de 2018. Hizo su debut profesional con el equipo Tampa Bay Buccaneers, donde jugó seis temporadas (2018-2024), luego pasó a Detroit Lions (2024-2025), después a New England Patriots.